# Amposta
Amposta ist eine spanische Stadt im Süden Kataloniens. Sie ist der Hauptort der Comarca Montsià. Sie ist die südlichste Comarca, sowohl der Provinz Tarragona als auch ganz Kataloniens.
Die Gemeinde liegt am Ebro, nahe dem Ebrodelta auf einer Höhe von 8 Metern über dem Meeresspiegel. Die Einwohnerzahl betrug 22.637 (Stand: 2024). Die Landwirtschaft, insbesondere der Reisanbau, bildet den größten Wirtschaftszweig.

## Gemeindegliederung
- Amposta:
- Balada
- El Poblenou del Delta
- L'Eucaliptus
- Favaret

## Sehenswürdigkeiten
Sehenswert sind die Hängebrücke über den Ebro sowie die Überreste einer mittelalterlichen Burg. Zum Wandern bietet sich das ausgedehnte Ebrodelta mit den Lagunen von Tancada und l´Encanyissada sowie die Reisfelder in der von Kanälen durchzogenen Delta-Landschaft an. Sehenswert sind auch die Wasserquelle (ullals) und die Sümpfe. Amposta bildet darüber hinaus den Ausgangspunkt für Ausflüge ins Ebro-Delta und verfügt über Flussschifffahrt.

## Städtepartnerschaft
- Saint-Jean-de-la-Ruelle im Département Loiret, (Frankreich)

## Einzelnachweise

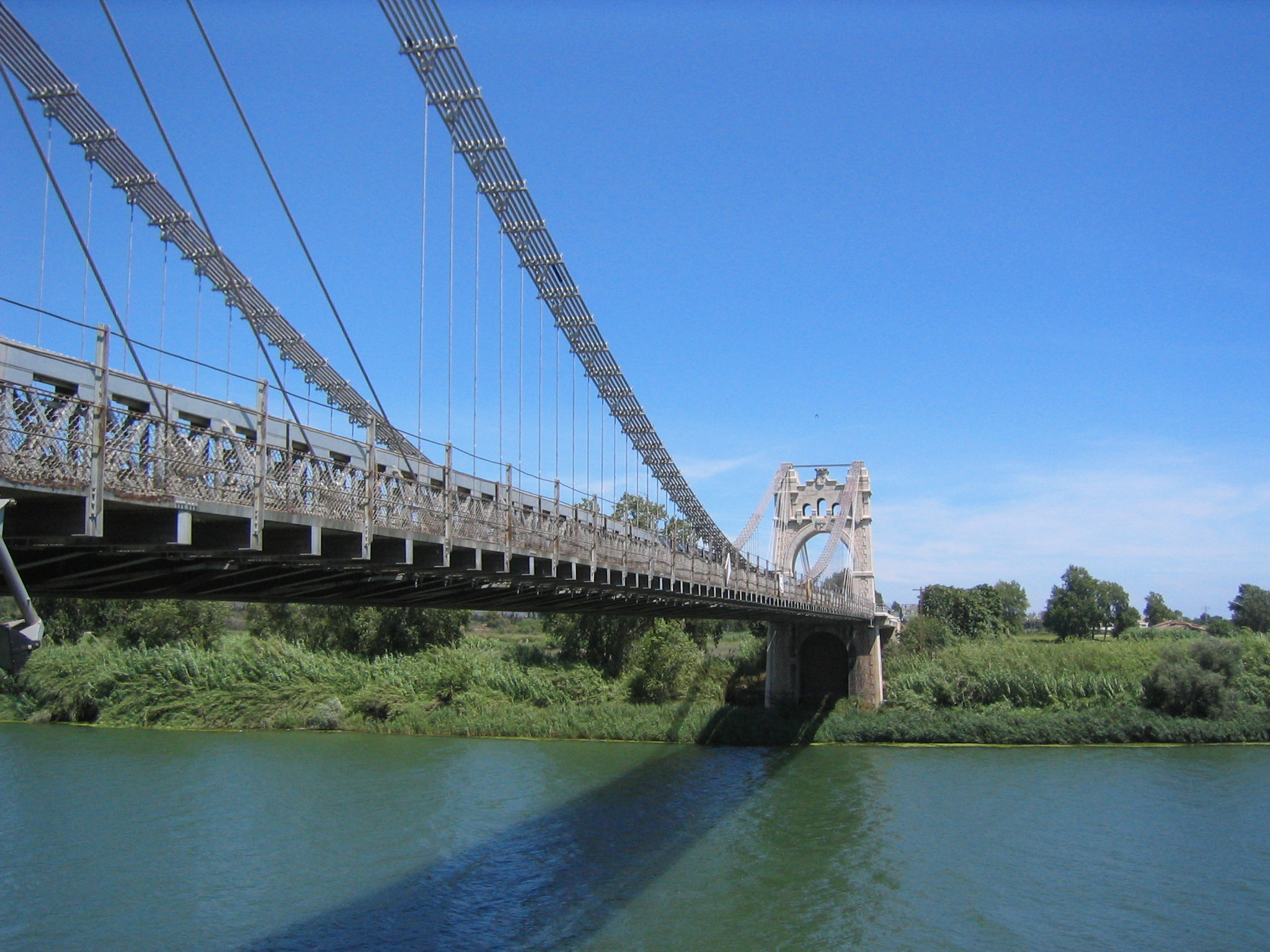
Hängebrücke über den Ebro, erbaut von J. Eugenio Ribera 1921